# Meringodes
Meringodes is een kevergeslacht uit de familie van de boktorren (Cerambycidae). De wetenschappelijke naam van het geslacht werd voor het eerst geldig gepubliceerd in 2011 door Wappes & Lingafelter.

## Soorten
Meringodes is monotypisch en omvat slechts de volgende soort:
- Meringodes solangeae Wappes & Lingafelter, 2011